# 1334년

## 연호
- 원(元) 원통(元統) 2년
- 일본(日本) 겐코(元弘) 4년 / 겐무(建武) 원년
- 쩐 왕조(陳朝) 카이흐우(開佑) 6년

## 기년
- 원(元) 혜종(惠宗) 2년
- 고려(高麗) 충숙왕(忠肅王) 복위 3년
- 쩐 왕조(陳朝) 헌종(憲宗) 6년

## 사망
- 12월 4일 - 교황 요한 22세, 196대 로마 교황.